# Harplage
Die Harplage ist ein bis 290,1 m ü. NHN hoher Höhenzug des Niedersächsischen Berglands. Er liegt nahe Bockenem im niedersächsischen Landkreis Hildesheim.

## Geographie

### Lage
Der etwa 7 km lange Höhenrücken der bewaldeten Harplage gehört zum Nordostteil des Niedersächsischen Berglands. Er liegt westnordwestlich des Harzes im Südwesten des Innersteberglands im Ortsdreieck von Bad Salzdetfurth, Bockenem und Lamspringe und grenzt den Nordteil des Ambergaus gegen Westen ab. Der Höhenzug befindet sich östlich der Lamme und westlich der Nette; beide werden von mehreren in der Harplage entspringenden Bächen gespeist. Nordöstlich des Nettetals liegt 10 km entfernt der Hainberg und im Südosten die Harz-Ausläufer. Zwei Ortschaften liegen am Rand der sonst unbesiedelten Harplage: Bockenem im Nordosten und Lamspringe im Südwesten.

### Erhebungen
Zu den Erhebungen der Harplage gehören – sortiert nach Höhe in Meter (m) über Normalhöhennull (NHN):
| - namenlose Kuppe? (Höhe 290,1 m), zwischen Störy und Neuhof - Haryberg (284,7 m), zwischen Hary und Ammenhausen - Riesberg (284,5 m), zwischen Störy und Neuhof | - Hachumer Berg (270,1 m), zwischen Hary und Ammenhausen - Dahlumer Knick (260,1 m), zwischen Königsdahlum und Ammenhausen - Eckartsberg (250,1 m), zwischen Großilde und Neuhof |

### Dillsgraben und Dillsburg
In der Nordostabdachung der Harplage liegt nordwestlich des zu Bockenem gehörenden Königsdahlum als größter Erdfall in Niedersachsen der mit Wasser gefüllte Dillsgraben. Wenige Meter ostnordöstlich davon befindet sich die Villa Dillsburg.

## Verkehr und Wandern
Wenige Kilometer östlich der Harplage führen jeweils in Nord-Süd-Richtung die Bundesautobahn 7 und die Bundesstraße 243 vorbei. Durch die Hochlagen des Höhenzugs verlaufen keine Straßen. Er ist von mehreren Wander- und Forstwegen durchzogen.